# Pietro Cataldi

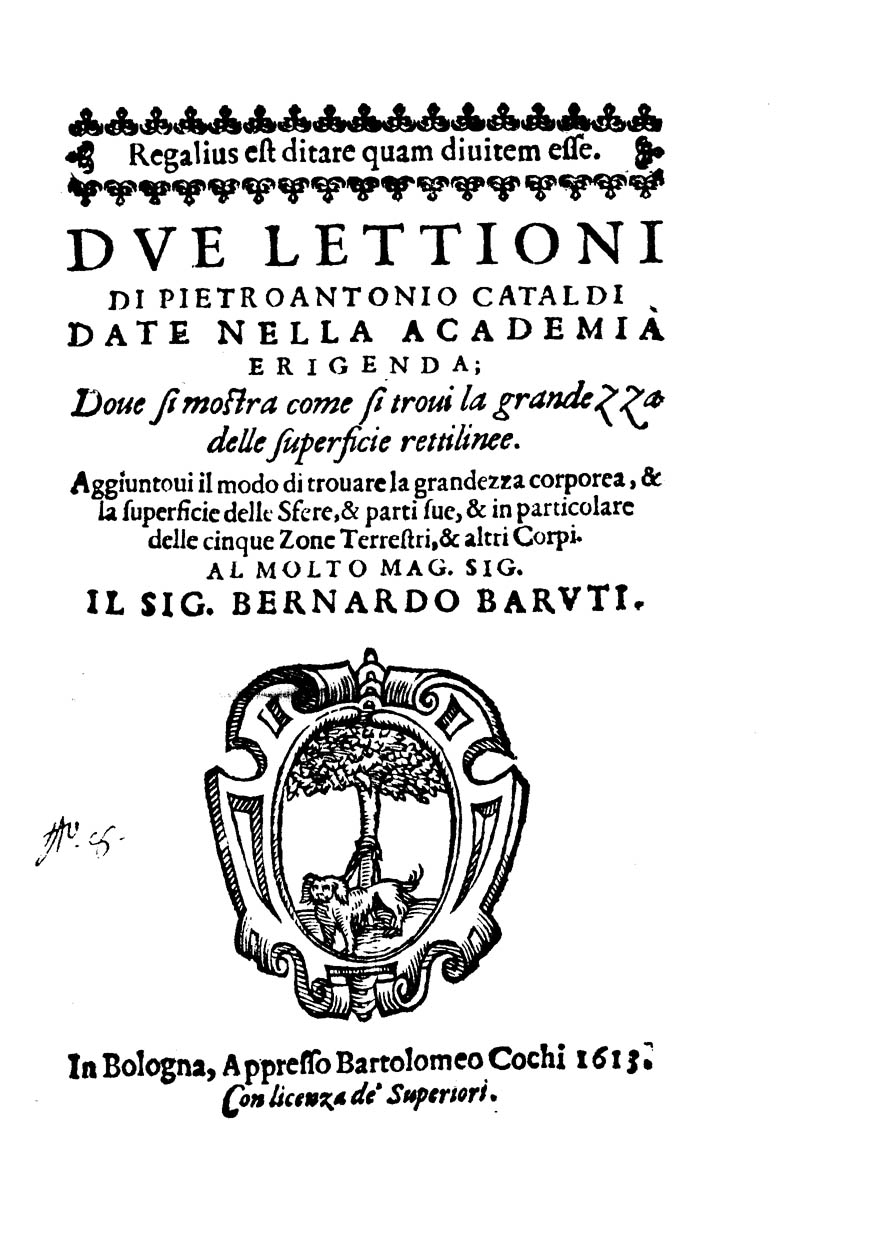
Due lettioni (1613)

Pietro Antonio Cataldi (* 15. April 1548 in Bologna; † 11. Februar 1626 ebenda) war ein italienischer Mathematiker.
Cataldi lehrte 1569/70 an der Kunstakademie in Florenz, Mathematik an der Universität Perugia und ab 1572 an der dortigen Kunstakademie und ab 1584 in Bologna (wahrscheinlich auch an der Kunstakademie).
1613 veröffentlichte Pietro Cataldi ein Buch, in dem erstmals Kettenbrüche auftauchen (Trattato del modo brevissimo…). Er gab auch 1620, 1625 und 1626 die Werke von Euklid heraus und veröffentlichte 1603 eine Abhandlung, in der er fälschlich meinte, das Parallelenpostulat bewiesen zu haben.

## Werke
- Trattato dell’ Algebra proportionale. 1610.
- Trattato del modo brevissimo. 1613.
- Algebra discorsiva nvmerale, et lineale. 1618.
- Regola della qvantita o cosa di cosa. 1618.
- Nvova Algebra proportionale. 1619.
- Elementi delle quantità irrationali’ o inesplicabili, necessarii alle operationi geometriche, algebratiche, & altre doue si tratta di numeri, & linee in qual si voglia scienza, ò arte, etc. Bologna 1620.